# Vélodrome Buffalo
Pour les articles homonymes, voir Buffalo.
Ne doit pas être confondu avec Stade Buffalo.
Le vélodrome Buffalo est un ancien stade vélodrome situé non loin de la porte Maillot de Paris, à Neuilly-sur-Seine (France).
Ce vélodrome, créé à l'initiative d'Herbert Duncan, est inauguré en 1893. 
Le romancier et auteur dramatique français Tristan Bernard en a été le directeur en 1895.

## Histoire

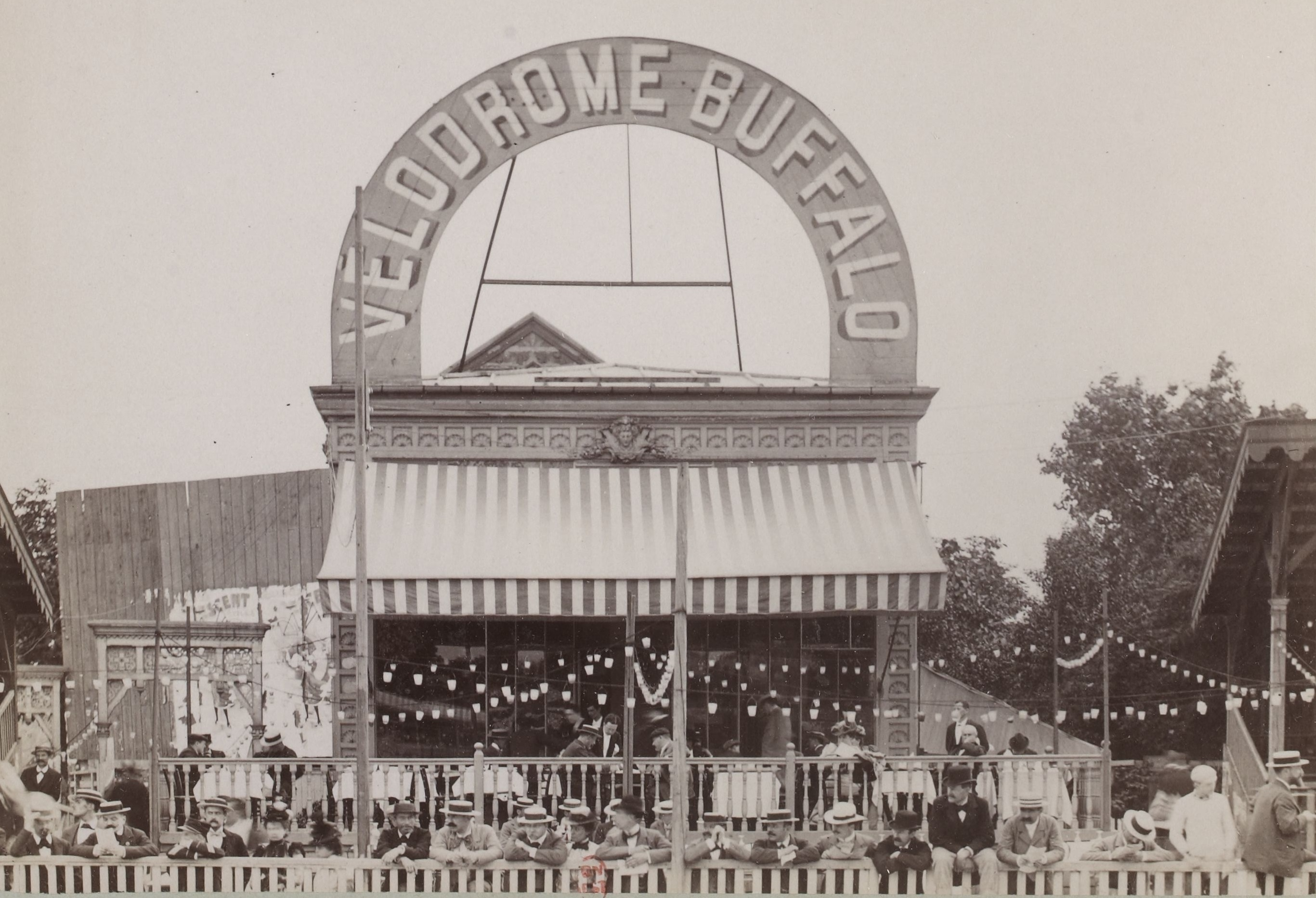
Le vélodrome Buffalo, le jour du Bol d'or 1897.

Le vélodrome Buffalo est situé rue Parmentier à Neuilly-sur-Seine. Il tire son nom du fait qu'il est construit sur l'emplacement où se trouvait, pendant l'Exposition universelle de Paris de 1889, l'exhibition indo-américaine du colonel Cody, dit Buffalo Bill.
Plusieurs records du monde de cyclisme sont signés dans ce vélodrome. Le Français Henri Desgrange établit le premier record du monde de l'heure le 11 mai 1893 en couvrant une distance de 35,325 km. Toujours en mai 1893, Georges Cassignard signe le record du monde du kilomètre départ arrêté avec entraîneur : 1 min 28 s. Mlle de Saint-Sauveur, Renée Debatz et Louise Roger y établissent le record de l'heure (officieux) féminin.
Rénové en 1902, il peut accueillir 8 000 spectateurs. La piste de 333,33 mètres est réduite à 300 mètres et transformée en piste à l'américaine : initialement en ciment, elle est recouverte d'une piste en lattes de bois, disposées dans le sens de la longueur pour rendre la surface plus unie et par conséquent plus rapide.
L'ancien coureur et journaliste sportif Robert Coquelle est choisi par les nouveaux propriétaires du vélodrome Buffalo, rénové, comme directeur sportif en 1902,.
Le vélodrome se trouvant dans la zone non ædificandi de la ligne de forts qui entoure la capitale, le gouverneur militaire de Paris ordonne sa destruction en août 1914. Les activités sportives cessent après le début de la Première Guerre mondiale et le site délaissé devient la propriété de la société Bellanger frères qui, une fois le vélodrome démoli et le terrain déblayé y construit en 1917 une usine de moteurs d'avions pour les besoins de l'armée.
Le vélodrome Buffalo ne doit pas être confondu avec le stade Buffalo, enceinte sportive construite en 1922 à Montrouge (Seine).

## Galerie

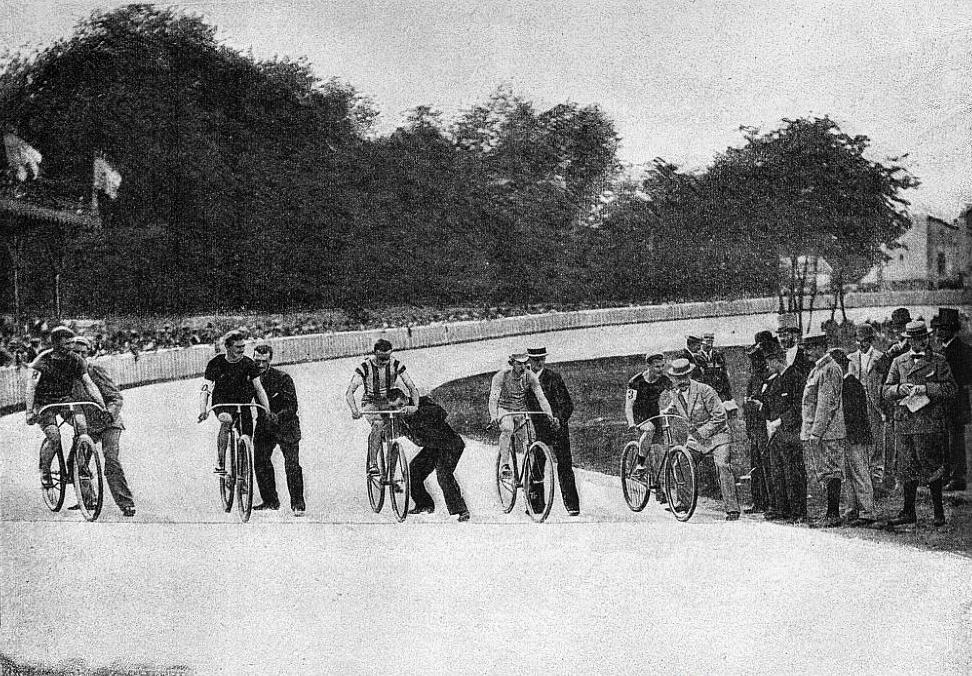
Départ de la course de mille mètres, en 1892.
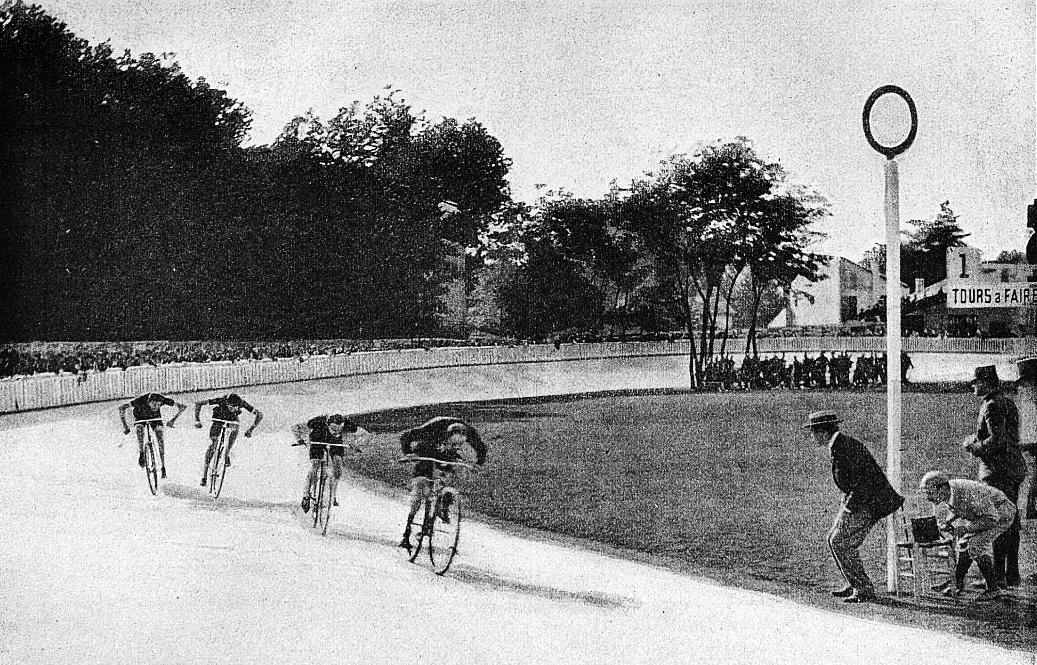
Arrivée du championnat d'Europe, en 1892.
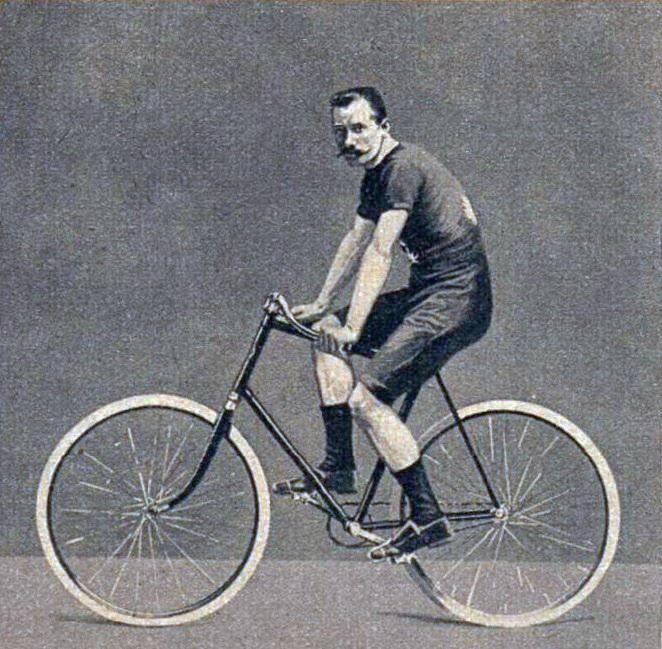
Henri Desgrange en 1893.
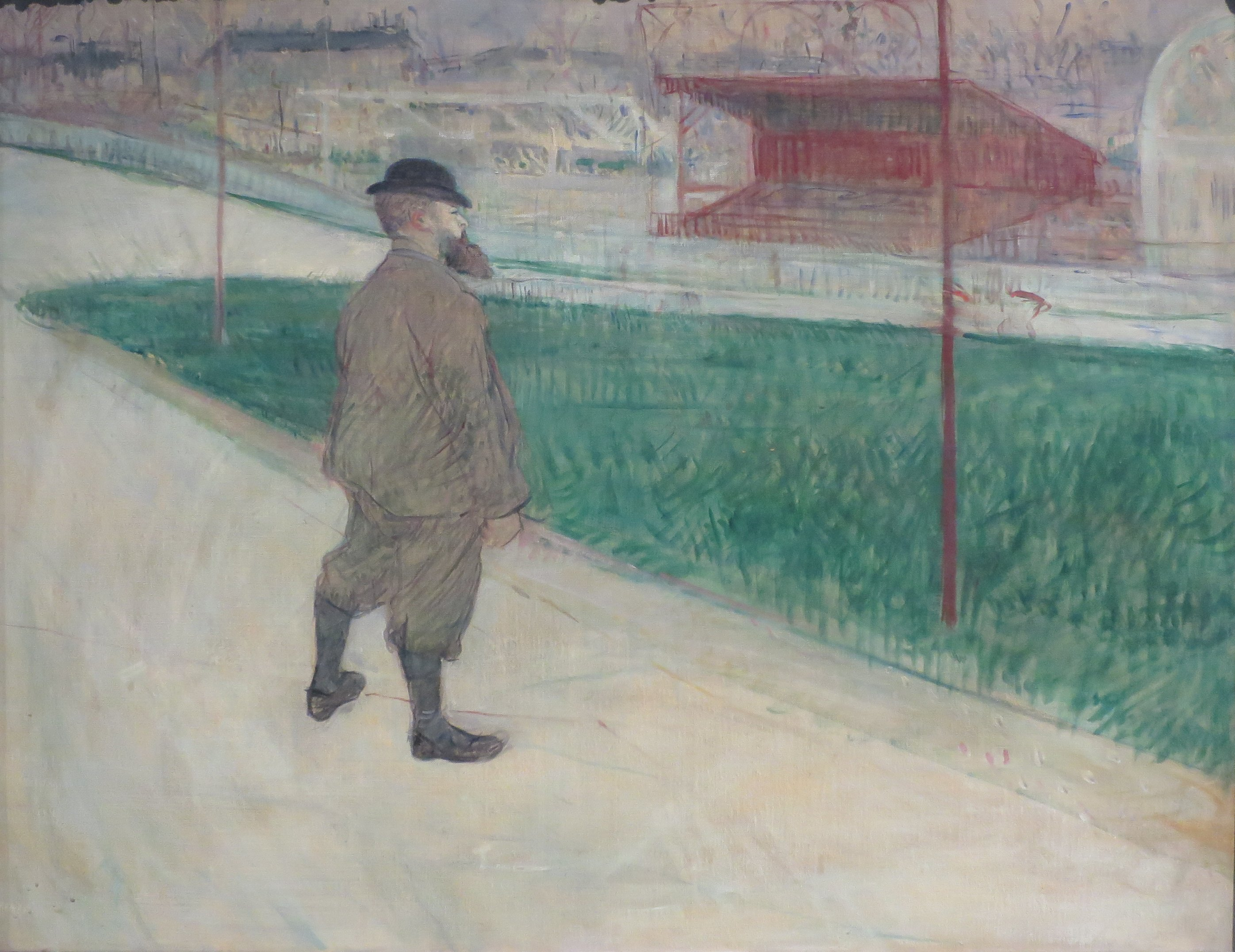
Tristan Bernard au vélodrome Buffalo par Toulouse-Lautrec, en 1895.
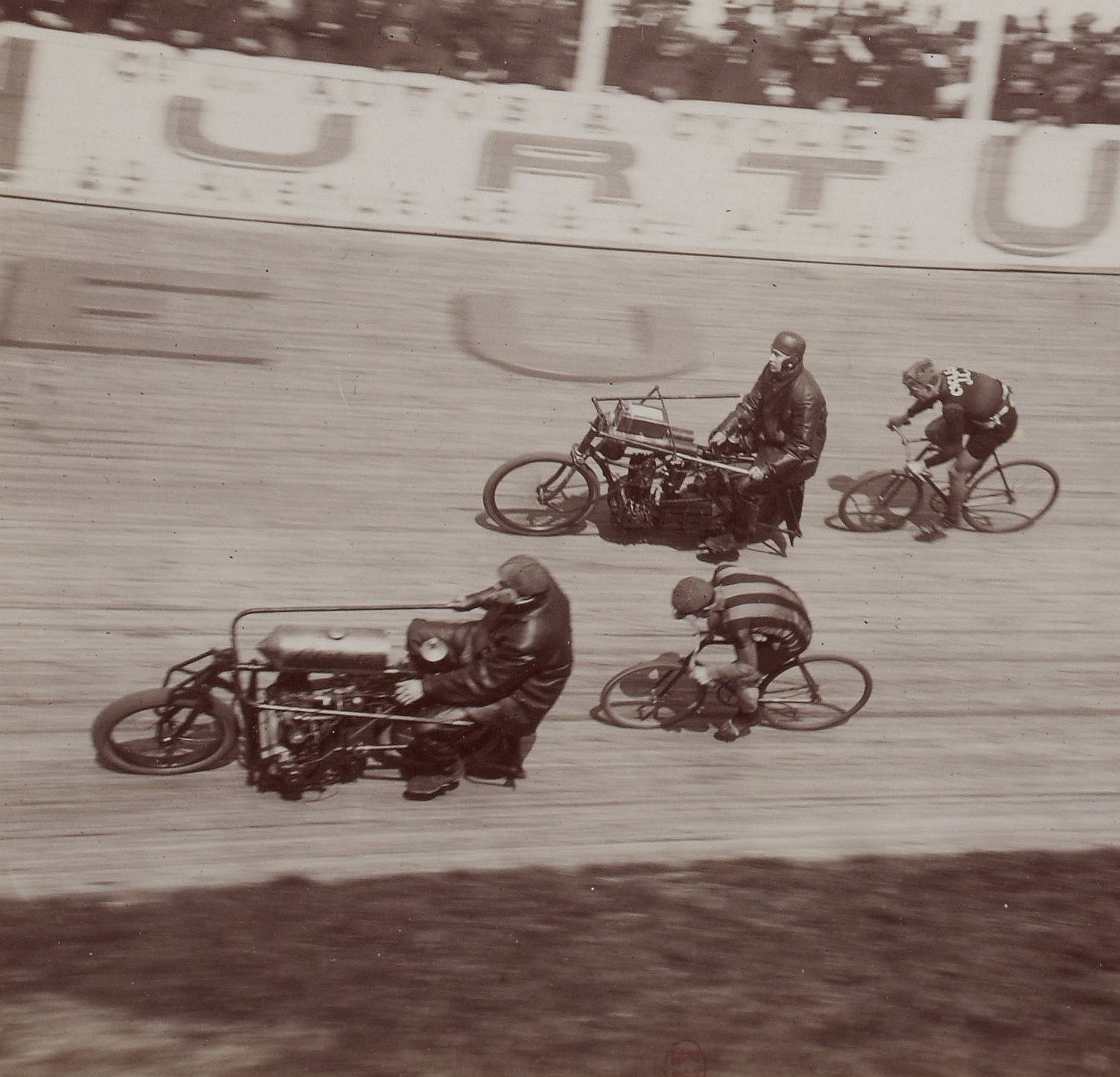
Course au vélodrome, 10 avril 1904, photographie de Jules Beau.
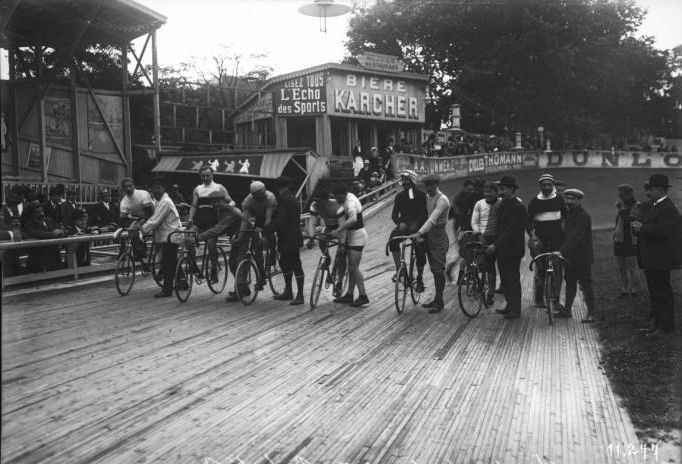
Départ du 17e Bol d'Or, le 27 août 1910.
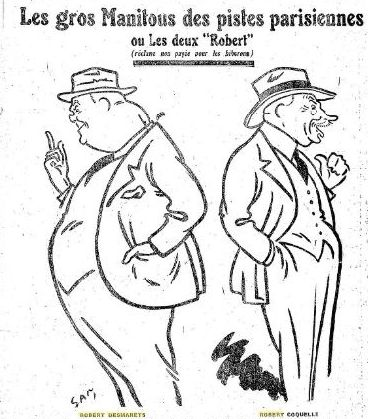
Robert Desmarets et Robert Coquelle par Sam, dans "La Pédale" du 26 septembre 1923.